# RAAF Base Richmond

i7
i11
i13
Die RAAF Base Richmond (IATA-Code: XRH, ICAO-Code: YSRI) ist ein Militärflugplatz 50 km nordwestlich von Sydney und 2 km östlich der gleichnamigen Stadt Richmond. In Australien ist der Stützpunkt insbesondere als Heimatflugplatz der Lockheed C-130 Hercules Transportmaschinen bekannt.

## Geschichte
Die RAAF Base Richmond war erste Flugplatz der Royal Australian Air Force im Bundesstaat New South Wales und der zweite überhaupt. Auf dem Flugplatz wurde bereits 1916 eine Militärfliegerschule eingerichtet. Im Jahre 1925 wurde als erste fliegende Einheit die 3. Squadron aufgestellt, seitdem trägt die Einrichtung die heutige Bezeichnung. Zwischen 1923 und 1936 war die Basis ein Zweitflugplatz Sydneys. Deshalb landete im Jahr 1928 Sir Charles Kingsford Smith, nach dem der Kingsford Smith International Airport benannt wurde, nach seinem Trans-Pazifik Flug auf der Basis. Einige Jahre später landete die neuseeländische Flugpionierin Jean Batten nach ihrem Alleinflug von England hier.
Bei Ausbruch des Zweiten Weltkrieges waren in Richmond die 3., 6., 9. und 22 Squadron stationiert. Kurz nach dem Kriegsausbruch wurden noch im September 1939 zunächst die 8. Squadron und wenige Wochen später die 11. Squadron aufgestellt.
Während des Krieges im Pazifik wurde der Platz zu einer wichtigen militärischen Einrichtung des Landes. Im Lauf der Jahre entwickelte sich Richmond von einem Stützpunkt für Kampfflugzeuge zur wichtigsten Heimatbasis der australischen Transportflieger und war zwischenzeitlich der wichtigste logistische Umschlagsplatz der RAAF.
Die C-130 Hercules ist seit 1959 in Richmond stationiert, zunächst der Baureihe A bei der 36. und ab 1966 auch der Baureihe E bei der 37. Squadron. Die C-130H lief der 36. als C-130A Ersatz 1978 und 1999 die C-130J der 37. Staffel als Ersatz der C-130E zu. Seit 2006 gehörten alle C-130H und J der 37. Staffel, die die C-130H 2012 außer Dienst stellt.
Nach drei Jahrzehnten im Truppendienst wurden die fünf Boeing 707 Tank- und Transportflugzeuge der 33. Squadron 2008 ausgemustert. Der Nachfolger, der Airbus A330 MRTT (KC-30A), ist auf der RAAF Base Amberley stationiert, inzwischen ein weiterer wichtiger Logistikstützpunkt.

## Heutige Nutzung

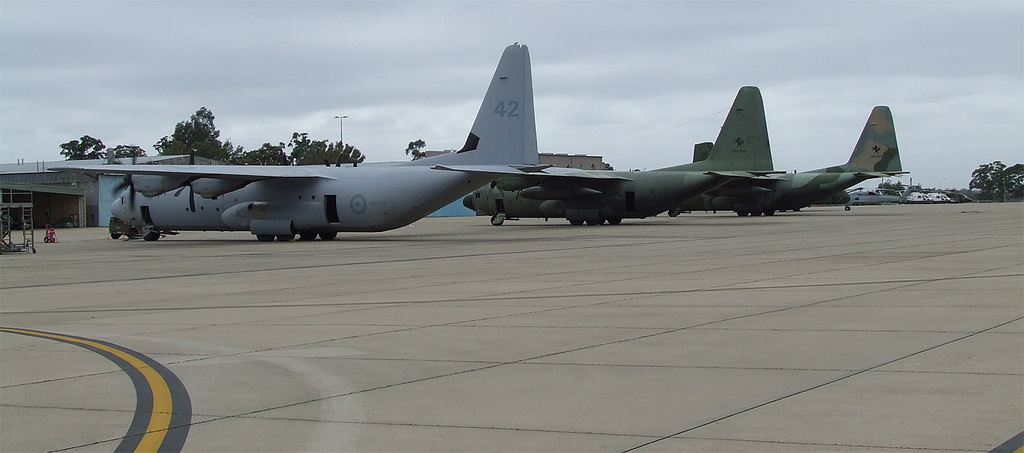
Lockheed C-130 in Richmond

Zurzeit (2015) ist die 37. Squadron mit ihren C-130J Maschinen als einzige fliegende Einheit dauerhaft in Richmond stationiert. Seit Juni 2015 ist Richmond auch vorübergehend Heimat der 2012 für die 35. Squadron bestellten zehn Alenia C-27J Spartan werden, dem endgültigen Ersatz für die bis 2009 in RAAF Base Townsville stationierten Caribous. Im Jahr 2019 soll die 35. Staffel ebenfalls nach Amberley verlegen.
Hinzu kommen eine Vielzahl anderer regulärer Einheiten zur Wahrnehmung der Aufgaben des Stützpunktes sowie die 22. (City of Sydney) Squadron, eine Reserveeinheit.
Des Weiteren werden auf der Basis Flugzeuge der Qantas Group (Qantas Airways und Jetstar Airways) lackiert.
Richmond ist auch die bevorzugte Lage für den Bau eines zweiten internationalen Flughafens für Sydney, um den Kingsford Smith International Airport zu entlasten.